# Tomaszów Mazowiecki
Pour les articles homonymes, voir Tomaszów.
Tomaszów Mazowiecki est une ville de Pologne située au centre du pays, dans la voïvodie de Łódź. La ville comptait son maximum de population, avec 70 016 habitants, en 1995. Depuis, la population de la ville est en lente décroissance, avec 63 238 habitants en 2017. La superficie de la ville atteint 41,3 km² en 1997.

## Accès
Le district de Tomaszów Mazowiecki est facile d’accès par la route et les voies ferrées. La ville est traversée par la route internationale no 8 Wrocław-Suwałki. En voiture, le meilleur accès avec Varsovie (110 km) se fait par la route no 8, avec Łódź (55 km) par la route no 713, avec Radom (100 km) par la route nationale no 48 et avec la Silésie (200 km) par la route nationale no 1. Par rail Tomaszów Mazowiecki est relié avec les villes de Łódź, Skarżysko Kamienna, Radom, Lublin et Cracovie.

## Situation
Le district de Tomaszów Mazowiecki est situé en Pologne centrale, dans la partie sud-est de la voïvodie de Łódź entre le 19° 43′ et le 20° 26′ 20″ de longitude est et entre le 51° 25′ 20″ et le 51° 46′ 20″ de latitude nord. Le territoire du district s’étend dans la partie centrale des plaines périglaciaires, situées dans le bassin de la Vistule qui font partie de la sous-Province des Plaines de la Pologne Centrale. Ce territoire se situe au point de rencontre de quatre (parmi les six existantes) mésorégions avec des macrorégions des Collines de la Pologne du Sud : des ollines de Łódź, d’une étendue élevée de Rawa, de la Vallée de Białobrzegi et de la Plaine de Piotrków.

## Relief
Le relief du district de Tomaszów Mazowiecki a une origine complexe. Dans le paysage d’aujourd’hui dominent des plaines de moraines tandis que les collines de moraines frontales, kames, eskers, les champs de sandur et la vallée glaciaire ont moins d’importance. Le relief du district diminue en hauteur en se rapprochant vers l’Est - à partir d’environ 215 m d’altitude dans les alentours de Będków et Rokiciny jusqu’à environ 160 m d’altitude à proximité de Rzeczyca. Dans la partie sud le territoire s’élève à 210 mètres d'altitude alors qu’au nord la vallée de Rawka se situe la zone la plus basse – environ 160 mètres d'altitude. L’élément le plus important du relief est la vallée de la rivière Pilica et les vallées de ses affluents : la Wolbórka et la Czarna. Les altitudes dans la vallée de Pilica atteignent 180 m près du barrage à Smardzewice et 143 m à Inowłódz.

## Climat
Le climat du district du Tomaszów est tempéré avec des caractéristiques du climat océanique en hiver et au climat continental en été. Les longues et dures périodes de gel se produisent assez sporadiquement. Le caractère de plaine de ce territoire permet la libre circulation des masses d’air avec la domination des mouvements dans la zone parallèle. La période de végétation est assez longue et dure environ 210 jours. Les précipitations annuelles s’élèvent à environ 550 mm. Pendant la période de végétation les précipitations sont généralement plus faibles que l’évaporation, ce qui provoque la sécheresse du sol. On est obligé de chauffer les maisons à partir du début d’octobre jusqu'à la dernière décennie d’avril.

## Célébrités
Les sources historiques nous montrent qu’il y a de nombreux lieux dans le district de Tomaszów auxquels des représentants de la littérature et de l’art étaient liés. Władysław Reymont, prix Nobel de littérature, auteur entre autres de « Chłopi » (les Paysans) et « Ziemia Obiecana » (La Terre promise) a passé sa jeunesse à Prażki (commune de Będków). Dans les années 1779-1804 Jędrzej Kitowicz, prêtre, historien et chroniqueur connu et auteur de « Opisy obyczajów za panowania Augusta II » (Descriptions des mœurs sous Auguste II) et « Pamiętniki - czyli Historia Polski » (Les Chroniques-Histoire de la Pologne), occupait le poste de curé de la paroisse de Rzeczyca. Narcyza Żmichowska, femme de lettres et précurseur du roman psychologique en Pologne, était elle aussi fortement liée à Rzeczyca. Dans les années 1839-1857, elle habitait dans la propriété familiale et, pendant les trois ans de son séjour, elle a travaillé dans une école locale comme institutrice.
Deux noms de Polonais remarquables sont liés à la commune de Lubochnia : Andrzej Frycz Modrzewski – penseur de l’époque de la renaissance, écrivain, militant socio-religieux, qui avec sa femme était le propriétaire de Małcz et des villages voisins et Wojciech Bogusławski – fondateur du Théâtre National, qui pour ses mérites envers la scène nationale a reçu en don la métairie gouvernementale de Jasień. La tombe de sa femme Karolina Augusta des Siegmund Bogusławska se trouve au cimetière de Lubochnia.
Le poète et chroniqueur, Jan Chryzostom Pasek était lié au village de Węgrzynowice (commune de Budziszewice), tandis que le poète Julian Tuwim, venait souvent à Inowłódz et dans ses environs.

## Le district en chiffres
Le district de Tomaszów Mazowiecki a été créé par la réforme administrative du 1er janvier 1999. Il voisine avec six autres districts de la voïvodie de Łódź : le district de Rawa, le district de Skierniewice, le district de Łódź, le district de Brzeziny, le district de Piotrków Trybunalski et le district d’Opoczno et à l’est avec le district de Grójec qui fait partie de la voïvodie de Mazovie. La ville Tomaszów Mazowiecki avec dix communes rurales Będków, Budziszewice, Czerniewice, Inowłódz, Lubochnia, Rokiciny, Rzeczyca, Tomaszów Mazowiecki (commune), Ujazd et Żelechlinek) forment le district. Pour ce qui est du nombre d’habitants le district de Tomaszów Mazowiecki occupe, avec 120 584 habitants en 2007, la 3e place dans la voïvodie de Łódź et se situe, avec 1 024,79 km², à la 5e place pour la superficie.

## Histoire
Au début du XIXe siècle le bassin de la Pilica centrale était encore couvert de grandes forêts. La civilisation s’y développait sous la forme de clairières isolées. Bien que certaines localités puissent prouver leurs origines très éloignées p.ex. Inowłódz, bien qu’il existe des traces d’une colonisation préhistorique, par exemple un grand cimetière de l’âge de bronze aux alentours de Ciebłowice – au cours de tous les événements historiques de la Pologne les territoires de l’actuel district formaient les confins d’une grande forêt entre la Petite - Pologne, la Mazovie et la Grande – Pologne. Les vastes massifs forestiers de Smardzewice et de Spała appelés «Puszcza Pilicka » (Forêt de Pilica) ont survécu jusqu’à aujourd’hui.
À la charnière des siècles, certaines bourgades se sont formées assez rapidement. Budziszewice a reçu la charte municipale en 1358 sous Kazimierz Wielki (Casimir le Grand), comme Inowłódz, puis Ujazd en 1428 et Będków en 1453. Les terres du district ont été témoins de nombreuses marches militaires et escarmouches. En 1410 Le Roi Ladislas Jagellon menait ses troupes par les villages Żelechlinek et Budziszewice. Des hordes Tartares se sont installées à Inowłódz et des luttes sanguinaires entre Wittenberg et hetman Czarniecki s’y sont déroulées.
Tomaszów Mazowiecki a été fondé en 1788 par l’industriel Tomasz Ostrowski en vue de l'exploitation du minerai de fer local. La localité fut incorporée à la Prusse lors du partage de la Pologne de 1793 et depuis 1815 dans la Russie tsariste après les guerres napoléoniennes. Les troupes napoléoniennes ont traversé la commune Rokiciny en 1812 lors de leur campagne vers la Russie. Les tombes des soldats français morts de froid et de faim en sont la preuve. L’industrie métallurgique s’est développée vers 1820. Tomaszów a obtenu sa charte municipale le 6 juillet 1830. Un an plus tard, le premier Qahal juif était fondé. La ville compte alors 3 250 résidents permanents et 1 095 résidents non-permanents. Malheureusement la charte municipale a été reprise après l’insurrection de Janvier 1863. La ville compte alors environ 6 000 habitants.
En 1913, sur un nombre total de 30 268 habitants, 39,7% étaient résidents permanents, 50,7% considérés comme résidents non permanents et 9,6% étaient des étrangers. En 1913, la majorité des résidents permanents étaient des Juifs (50,4%), des Allemands (25,5%), des Polonais (23,9%). La majorité des résidents non permanents étaient des Polonais (43,4%), des Juifs (29,1%), des Allemands (25,1%) et les Russes (2,2%). En 1914, les habitants de la ville étaient composés de 34,5% de Polonais, de 34% de juifs et de 29,8% d'Allemands.En 1931, la population juive de la ville atteignait 11 310 habitants, soit environ 30% de la population totale de Tomaszów. En 1939, la ville comptait 46 000 habitants.
Lors de l'invasion de la Pologne en 1939, les troupes allemandes nazie prennent la ville. La Grande Synagogue est entièrement détruite le 16 octobre 1939. Les deux synagogues restantes ont été détruites du 7 au 14 novembre. Le ghetto, destiné à l'emprisonnement de 16 500 Juifs polonais, a été créé en décembre 1940 et fermé de l'extérieur en décembre 1941. La faim était endémique, suivie de l'épidémie de typhus. En novembre 1942, quelque 15 000 Juifs ont été déportés à bord de trains de l'Holocauste vers le camp d'extermination de Treblinka. On sait que 200 Juifs de Tomaszów ont survécu à la Seconde Guerre mondiale. Pendant la Seconde Guerre mondiale à Tomaszów et ses alentours résistance clandestine était active. Les militants de la Résistance étaient persécutés par la gestapo. La ville était le siège des autorités locales. Les autorités hitlériennes ont supprimé le district d’Opoczno et de Rawa et ont créé le district de Tomaszów. Une partie de l’ancien district de Brzeziny, qui s’est retrouvée sur le territoire du Gouvernement Général y a été rattaché. L'Armée rouge prend la ville le 18 janvier 1945. Au sortir de la guerre, la ville compte 30 000 habitants.

## Personnalités
- Nathan Grinbaum (1916-2011), helléniste
- Ryszard Kiwerski (1930-2015), artiste peintre, inventeur de la Parapeinture (peinture du soleil). Il a fait une partie de ses études à Tomaszów Mazowiecki et y a été enterré avec sa mère Maria Piedzicka
- Tomasz Bąk (1991- ), poète